# Jake Varner
Jake Varner (n. 24 martie 1986, Bakersfield, California, SUA) este un luptător ce a reprezentat Statele Unite ale Americii, medaliat olimpic. A participat la o ediție a Jocurilor Olimpice (2012) în care a câștigat o medalie de aur.

## Participări
Lista de mai jos prezintă principalele competiții la care a participat Jake Varner de-a lungul carierei.
- wrestling at the 2012 Summer Olympics – men's freestyle 96 kg[*]